# Lover of Life, Singer of Songs: The very best of Freddie Mercury
Lover of Life, Singer of Songs: The very best of Freddie Mercury is een verzamelalbum van Freddie Mercury (Queen), bestaande uit materiaal van zijn solocarrière. Het album werd op 4 september 2006 uitgegeven, de dag voor zijn 60e verjaardag. Alleen de Verenigde Staten hadden een afwijkende datum, daar werd hij op 21 november 2006 uitgegeven, drie dagen voor het 15-jarig overlijden van Mercury.

## Tracklist

### Cd 1
1. "In My Defence" (2000 Remix)
2. "The Great Pretender" (Single Versie, 1987)
3. "Living on My Own" (1993 Radio Mix)
4. "Made in Heaven"
5. "Love Kills" (Single Versie, 1984)
6. "There Must Be More to Life Than This"
7. "Guide Me Home"
8. "How Can I Go On"
9. "Foolin' Around" (D.M. Radio Remix)
10. "Time"
11. "Barcelona"
12. "Love Me Like There's No Tomorrow"
13. "I Was Born to Love You"
14. "The Golden Boy"
15. "Mr. Bad Guy"
16. "The Great Pretender" (Malouf Remix)
17. "Love Kills" (Star Rider Remix)
18. "I Can Hear Music" (als Larry Lurex, 1973)
19. "Goin' Back" (als Larry Lurex, 1973 B-kant)
20. "Guide Me Home" (Piano Versie, door Thierry Lang)

### Cd 2
1. "Love Kills" (Sunshine People Radio Mix)
2. "Made in Heaven" (Verlengde versie)
3. "Living on My Own" (The Egg Remix)
4. "Love Kills" (Rank 1 Remix)
5. "Mr Bad Guy" (Bad Circulation Versie)
6. "I Was Born to Love You" (George Demure Vocal Mix)
7. "My Love Is Dangerous" (Verlengde versie)
8. "Love Making Love" (Demo)
9. "Love Kills" (Pixel82 Remix)
10. "I Was Born to Love You" (Verlengde versie)
11. "Foolin' Around"
12. "Living on My Own" (No More Brothers Verlengde Mix)
13. "Love Kills" (More Order Rework)
14. "Your Kind of Lover" (Vocale & Piano Versie)
15. "Let's Turn It On" (A capella)

## Charts

### Cd
| Land                | Charts          | Charts | Verkoop | Verkoop |
|                     | Hoogste positie | Weken  | Status  | Verkoop |
| ------------------- | --------------- | ------ | ------- | ------- |
| Italië              | 1 (3 Weken)     |        |         |         |
| Spanje              | 6               |        |         |         |
| Verenigd Koninkrijk | 6               | 6      | Goud    | 100.000 |
| Oostenrijk          | 7               |        |         |         |
| Noorwegen           | 8               |        |         |         |
| Hongarije           | 9               |        |         |         |
| Portugal            | 11              | 5      |         |         |
| Duitsland           | 13              |        |         |         |
| Frankrijk           | 14              | 3      |         |         |
| Mexico              | 14              |        |         |         |
| Zweden              | 14              |        |         |         |
| Zwitserland         | 16              |        |         |         |
| Ierland             | 26              | 5      |         |         |
| Nederland           | 30              |        |         |         |
| Finland             | 55              |        |         |         |
| Denemarken          | 60              | 3      |         |         |
| Japan               | 65              | 3      |         |         |
| België              | 69              | 3      |         |         |

### Dvd
| Land                | Charts          | Charts | Verkoop | Verkoop |
|                     | Hoogste positie | Weken  | Status  | Verkoop |
| ------------------- | --------------- | ------ | ------- | ------- |
| Oostenrijk          | 1 (2 Weken)     |        |         |         |
| Italië              | 1 (3 Weken)     |        |         |         |
| Zweden              | 1 (2 Weken)     |        |         |         |
| Verenigd Koninkrijk | 1 (2 Weken)     |        | Goud    | 25.000  |
| Duitsland           | 2               |        |         |         |
| Hongarije           | 2               |        |         |         |
| Portugal            | 2               |        |         |         |
| Spanje              | 2               |        |         |         |
| Arabië              | 3               |        |         |         |
| Denemarken          | 3               |        |         |         |
| Frankrijk           | 3               |        |         |         |
| Ierland             | 4               |        |         |         |
| Nederland           | 5               |        |         |         |
| Mexico              | 6               |        |         |         |
| België              | 7               |        |         |         |